# Miroslav Sychra
Miroslav Sychra (* 10. května 1950 Svitavy) je český fotograf, bývalý československý politik, po sametové revoluci poslanec Sněmovny národů a Sněmovny lidu Federálního shromáždění za Občanské fórum, později za ODS.

## Biografie
V letech 1965–1970 studoval na Střední uměleckoprůmyslové škole v Brně u profesora K. O. Hrubého. Zaměřoval se na fotografování krajiny a lidí na Valašsku a Slovensku a takto byla orientována jeho první výstava v Brně. Od roku 1971 pracoval coby fotograf v Nové huti Klementa Gottwalda v Ostravě. Při zaměstnání začal externě studovat FAMU, obor umělecká fotografie. V té době se začal věnovat černobílým kompozicím. V roce 1975 odešel do Prahy a pokračoval ve studiu FAMU coby posluchač denního studia. V roce 1977 se oženil a přestěhoval zpět do Svitav. V roce 1978 absolvoval FAMU a začal pracovat jako svobodný výtvarník. Zpracovával propagační snímky, firemní katalogy a velkoplošné interiérové fotografie. Kromě toho měl několik vlastních výstav. K roku 1990 se profesně uváděl jako profesionální fotograf, bytem Svitavy.
V lednu 1990 zasedl v rámci procesu kooptací do Federálního shromáždění po sametové revoluci jako bezpartijní poslanec, respektive poslanec za OF, do české části Sněmovny národů (volební obvod č. 44 - Svitavy, Východočeský kraj). Ve volbách roku 1990 přešel do Sněmovny lidu, přičemž v roce 1991 po rozkladu Občanského fóra zasedl do poslaneckého klubu ODS. Ve Federálním shromáždění setrval do voleb roku 1992.